# Псевдособытие
Медиасобытие или псевдособытие (англ. media event, pseudo-event) — заранее спланированное постановочное мероприятие, которое создаётся специально для привлечения внимания средств массовой информации (медиа) и проводится с учётом их интересов.

## История термина
Термин «псевдособытие» ввёл в употребление американский публицист и историк Дэниел Бурстин в 1962 году, когда вышла его книга «Имидж, или что случилось с американской мечтой». В этой работе он провёл всесторонний анализ событий, единственной причиной появления которых является стремление привлечь внимание СМИ и общественности. Автор книги отметил, что ранее средствам массовой информации вполне хватало новостей, однако XX век резко изменил ситуацию. Всё быстрее возрастающий спрос на информацию уже не мог быть удовлетворён за счёт спонтанных событий, и их стали создавать искусственно. Специально организованное мероприятие не только служило материалом для печати, но стало также и прекрасным инструментом специалистов по связям с общественностью. К примеру, псевдособытие в своей работе использовал Эдвард Бернейс, один из основоположников связей с общественностью. Чтобы поднять престиж не очень популярной гостиницы, он не сделал ремонт и не завёз новую мебель. Вместо этого Бернейс организовал празднование юбилея заведения, пригласив много именитых персон.

## Особенности псевдособытий
Согласно известному американскому специалисту по связям с общественностью Д. Л. Уилкоксу, события можно разделить на два типа: те, для которых публикация в СМИ является не основной целью, а лишь побочным эффектом, то есть обычные спонтанные события, и те, которые организовываются специально для привлечения внимания и повышения популярности, то есть псевдособытия.
Псевдособытие всегда планируется заранее и инициируется специалистами для того, чтобы о нём сообщили как можно больше средств массовой информации и сделали это наиболее подробным образом. В такое событие новостная значимость заложена заранее, а интерес часто подогревается искусственно. Псевдособытия всегда более драматизированы в сравнении с событиями спонтанными и часто содержат заранее продуманные элементы неожиданности. Любое псевдособытие, будучи тщательно спланированным, преподносится аудитории в наиболее простой, понятной и убедительной форме. Осведомлённость людей о псевдособытии зачастую гораздо выше, чем о событии спонтанном, ведь о нём больше говорят.
В работе «Общество потребления» (1970) французский философ-постмодернист Жан Бодрийяр обращает внимание на тот факт, что в современном мире необработанное событие уже не подлежит массовому потреблению. Только будучи отфильтрованным и переработанным системами массовой информации в законченный продукт, событие становится «доступным потреблению». Бодрийяр отмечает, что реальность заменяется неореальностью, созданной с помощью псевдособытий, псевдоистории, псевдокультуры, которые «выработаны не на основе противоречивого реального опыта, а произведены как артефакты на основе элементов кода и технической манипуляции медиума».
Многие авторы склонны оценивать появление псевдособытий весьма отрицательно. Так, Е. Ю. Обидина, автор учебника о рекламных и PR-коммуникациях в СМИ, отмечает, что в современном мире медиа-пространство сужает реальность до размеров «повестки дня», создаёт конвейер подготовленных специально для СМИ событий и имеет сильное влияние на имидж. Псевдособытия она относит к форме дезинформации общественности.

## Примеры псевдособытий
Отличным примером псевдособытия является церемония вручения премии «Оскар». Экспериментальное шоу, изначально созданное в 1929 году для привлечения внимания СМИ к индустрии кино, ныне превратилось в одно из самых известных и популярных событий во всём мире. Церемония не только приносит колоссальный доход своим организаторам, но также является прекрасной рекламной площадкой для модных домов и ювелирных компаний, способствует значительному увеличению кассовых сборов фильмов и повышает уровень доходов и популярность голливудских актёров.
Ещё одним наглядным примером является ежегодный конкурс красоты «Мисс Америка», который был придуман для дополнительного привлечения туристов и продления туристического сезона в Атлантик-Сити. Конкурс помог развить экономику Атлантик-Сити и стал одной из самых популярных в США телевизионных программ.
Настоящим медиасобытием можно назвать и Супербоул в американском футболе, который каждый год приковывает внимание около 130 миллионов зрителей. Он способствует продлению игрового сезона, повышает доходы баров и ресторанов, которые в выходные дни устраивают показы матчей. Кроме того, огромную выручку благодаря Супербоулу получают телеканалы. Цена за показ 30-секундного рекламного ролика во время матча может доходить до 1,3 миллионов долларов.